# ارمیاس کیلاسیف‌اللهی
ارمیاس کیلاسیف‌اللهی یا تیزروی کیلاسیف‌اللهی (نام علمی: Ermias killasaifullahi)، یکی از گونه‌های سوسمار است که در ایران یافت می‌شود.